# Stéphane Ortelli

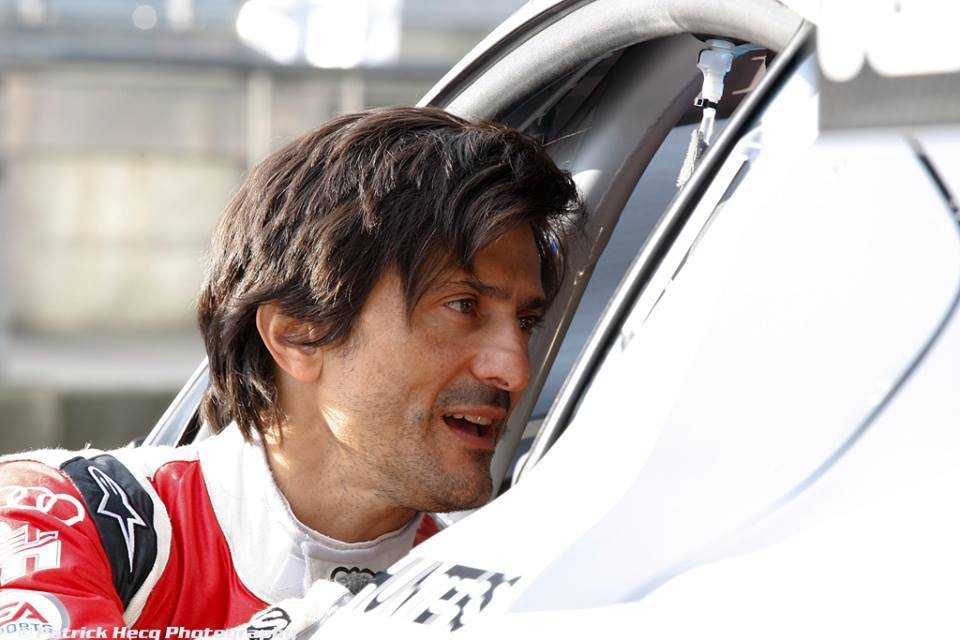
Stéphane Ortelli 2015

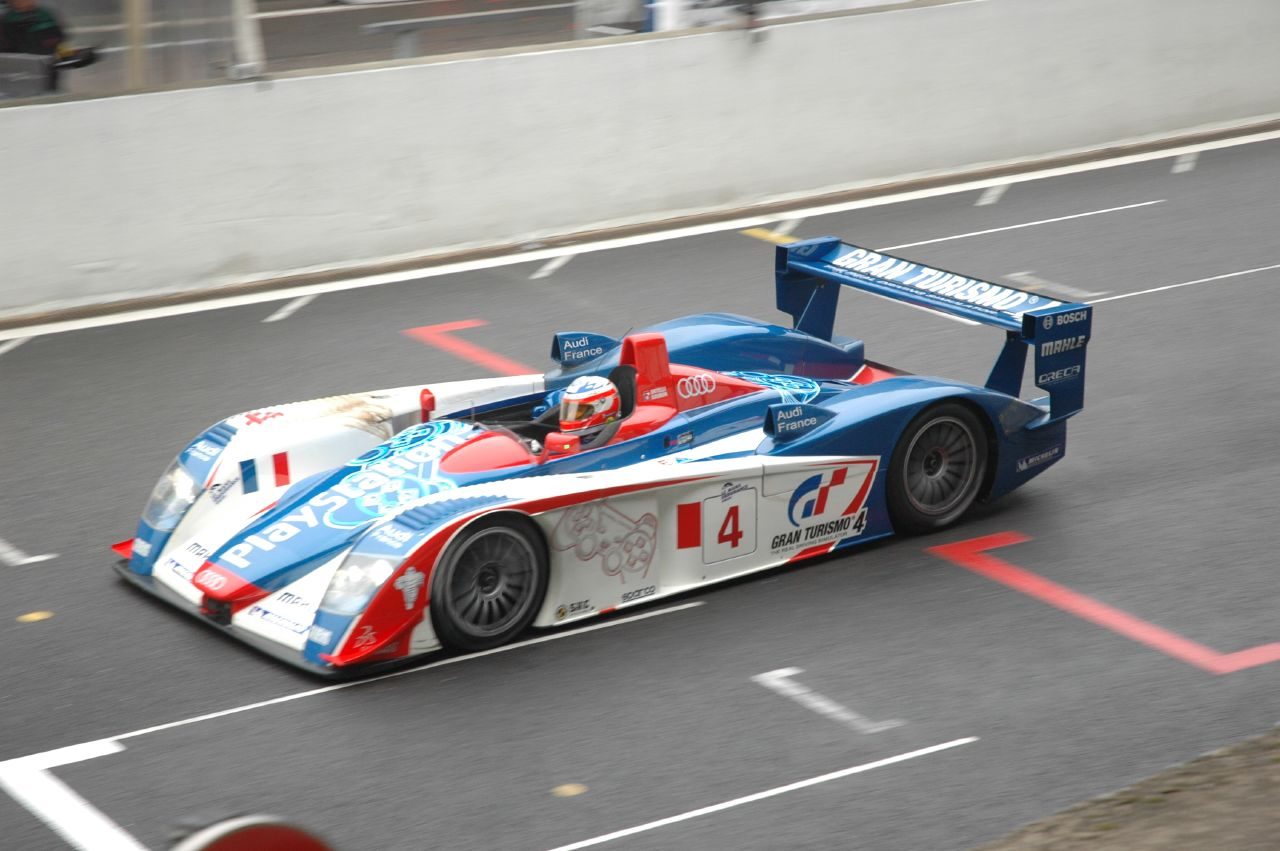
Stéphane Ortelli im Audi R8 von ORECA in Spa-Francorchamps 2005

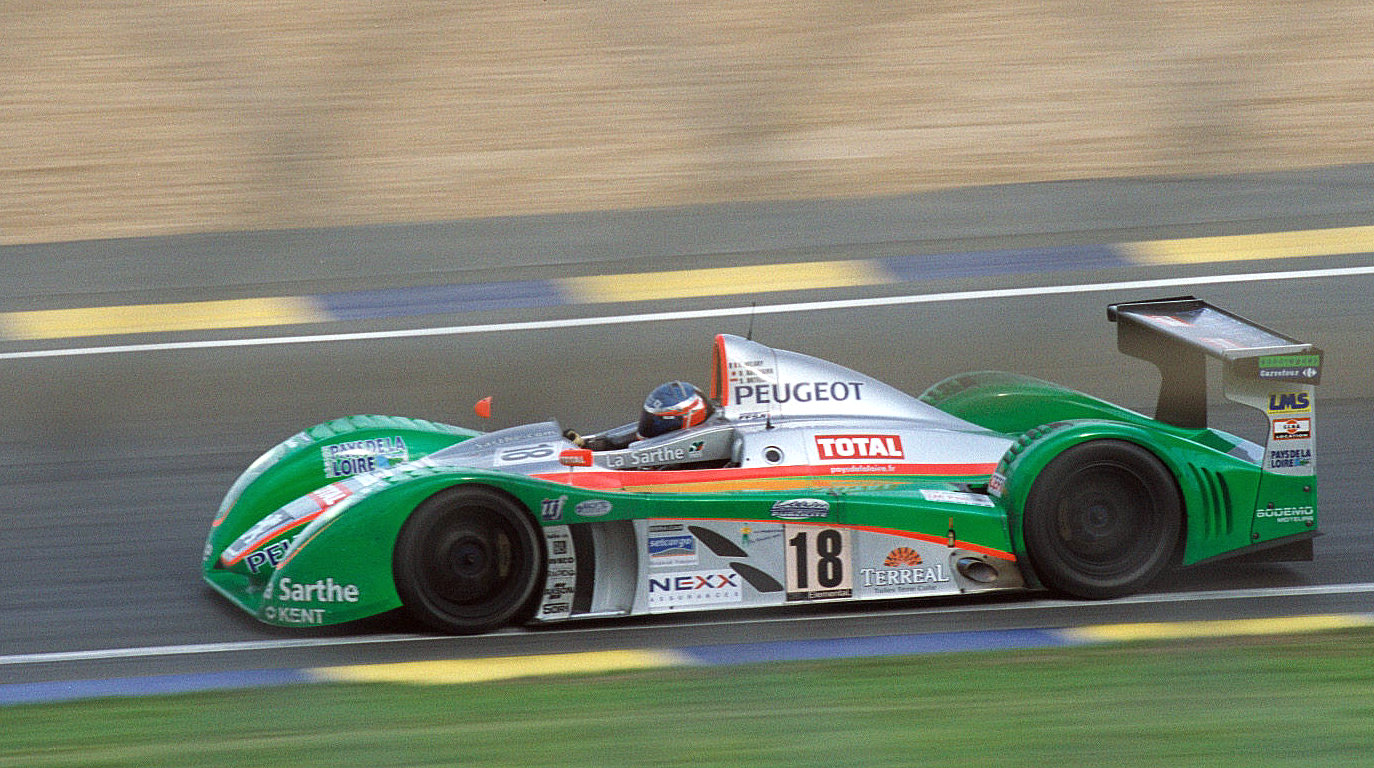
Der von Stéphane Ortelli beim 24-Stunden-Rennen von Le Mans 2002 gefahrene Pescarolo-Sport-Courage C60

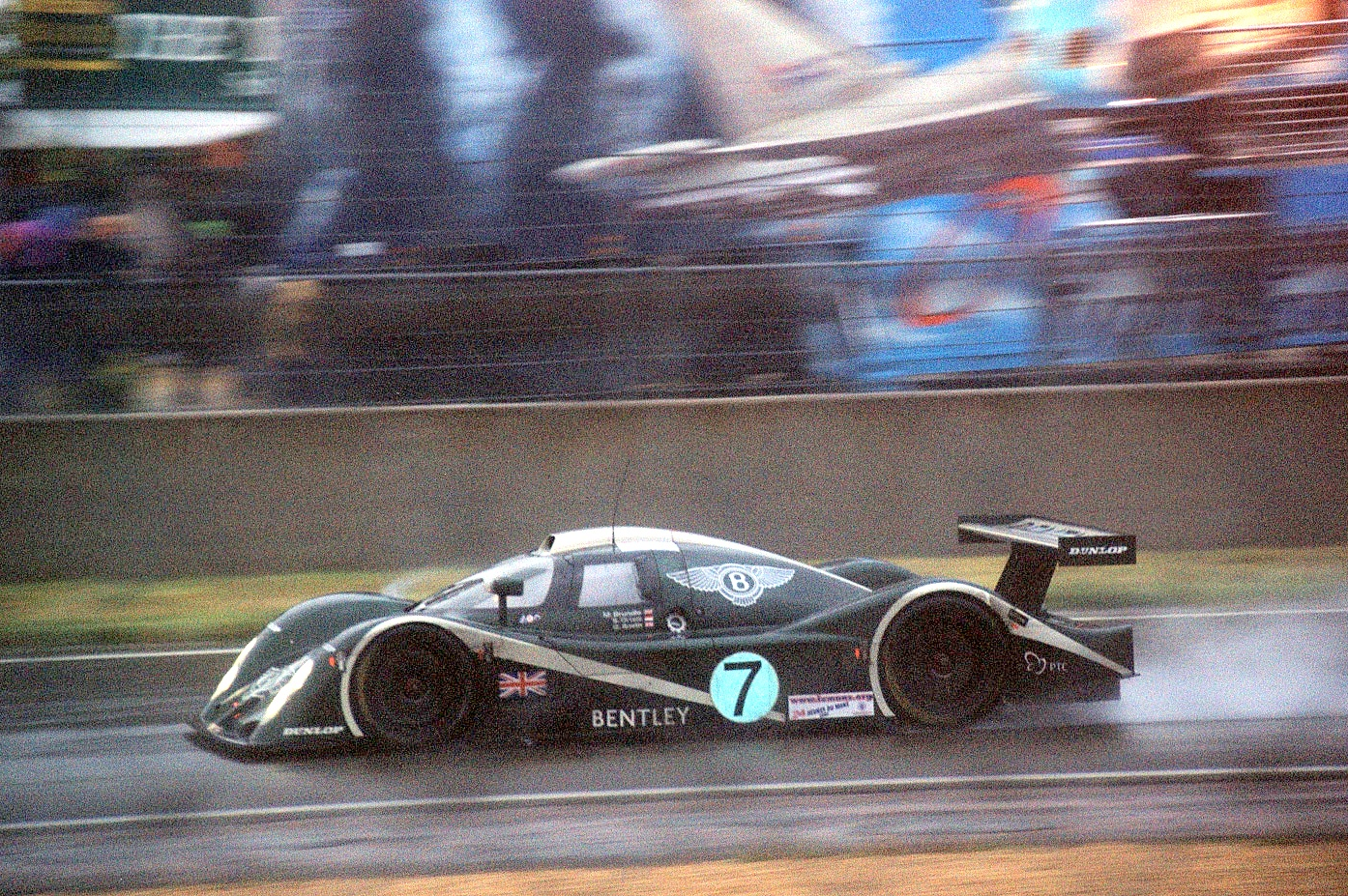
Strömender Regen 2001 in Le Mans; Stéphane Ortelli im Bentley EXP Speed 8

Stéphane Jean Ortelli (* 30. März 1970 in Hyères, Frankreich) ist ein monegassischer Automobilrennfahrer. 

## Karriere
Stéphane Ortelli begann seine Rennfahrerkarriere mit dem Kartsport und wechselte 1989 in die Französische Formel Renault. 1991 erhielt er ein Cockpit in der Französischen Formel-3-Meisterschaft, in der er sich zunächst den Titel der Klasse B sicherte und in der folgenden Saison den elften Platz in der Gesamtwertung belegte. Ein Jahr später fuhr er im Peugeot 905 Spider Cup. 1994 wechselte Ortelli in die Französische Tourenwagen-Meisterschaft, in der er mit einem Peugeot 405 Neunter und im Jahr darauf mit einem BMW 320i Achter wurde.
1995 kam Ortelli mit dem Sportwagensport in Kontakt, als er für Larbre Compétition mit einem Porsche 911 GT2 beim 24-Stunden-Rennen von Le Mans teilnehmen durfte. In der folgenden Saison stieg er endgültig in diese Motorsportdisziplin um und bestritt für verschiedene Teams Rennen der BPR Global GT Series. Mit Konrad Motorsport konnte er im Porsche 911 GT2 einen Klassensieg in Brands Hatch feiern. In einem solchen Fahrzeug trat Ortelli 1997 für Roock Racing zu mehreren Rennen der neuen FIA-GT-Meisterschaft an. Er erzielte Klassensiege auf dem A1-Ring und in Laguna Seca und erreichte somit den sechsten Platz in der Fahrerwertung der Klasse GT2. Außerdem durfte er bei zwei FIA-GT-Rennen ans Steuer des Porsche 911 GT1 seines Teams, mit dem er einen zweiten Gesamtplatz erzielte. Mit diesem Fahrzeug trat er auch beim 24-Stunden-Rennen von Le Mans an, das sein Team wegen eines Unfalls jedoch nicht beenden konnte. 1998 ging Ortelli weiterhin für Roock Racing in der FIA-GT-Meisterschaft an den Start. Die Saison verlief für ihn jedoch weniger erfolgreich, ein zweiter Platz in der Klasse GT2 und ein dritter Platz in der Klasse GT1 blieben seine besten Resultate. Den bisherigen Höhepunkt seiner Karriere bildete aber das 24-Stunden-Rennen von Le Mans im gleichen Jahr. Als Porsche-Werksfahrer gelang ihm im Porsche 911 GT1 mit Laurent Aïello und Allan McNish der Gesamtsieg.
1999 startete Ortelli erstmals beim 24-Stunden-Rennen von Daytona, bei dem er den sechsten Platz in der Klasse GT2 erreichte. Im weiteren Verlauf der Saison nahm er für Roock Racing im Porsche 911 GT2 an der FIA-GT-Meisterschaft teil. Mit dem alternden Fahrzeug wurde es jedoch immer schwieriger, gute Resultate einzufahren, und so erzielte Ortelli lediglich zwei Meisterschaftspunkte. 2000 konnte er wieder einen Erfolg in Le Mans verbuchen, als er mit denselben Teamkollegen wie schon vor zwei Jahren im neuen Audi R8 von Joest Racing den zweiten Platz erreichte. 2001 wurde Ortelli Fahrer beim Team Freisinger Motorsport, bei dem er bereits in der vergangenen Saison einzelne Renneinsätze hatte. Das Team setzte nun einen neuen Porsche 996 GT3 R in der kleineren Klasse N-GT ein. Ortelli fuhr damit gleich vier Mal auf das Podium in seiner Klasse und belegte in der Fahrerwertung den siebten Platz. Als 2002 die Dominanz der Freisinger-Porsche in der kleineren Klasse der FIA-GT-Meisterschaft begann, konnte Ortelli gleich bei sieben von zehn Rennen den Klassensieg erringen, darunter auch der beim 24-Stunden-Rennen von Spa-Francorchamps mit Emmanuel Collard und Romain Dumas. Am Ende der Saison entschied Ortelli mit deutlichem Punktevorsprung die Meisterschaft für sich. Zugleich gewann er auch den Porsche Supercup, in dem er schon in den vergangenen Jahren stets vordere Platzierungen erreichte.
Auch die Saison 2003 verlief für Ortelli erfolgreich. Weiterhin für Freisinger Motorsport fahrend gelangen ihm drei Klassensiege in der FIA-GT-Meisterschaft. Den Höhepunkte der Saison bildete das 24-Stunden-Rennen von Spa-Francorchamps. Gemeinsam mit seinen Teamkollegen Marc Lieb und Romain Dumas konnte Ortelli im Porsche der Klasse N-GT den Gesamtsieg erringen und dabei sogar die leistungsstärkeren GT-Boliden hinter sich lassen. Dies war ein einmaliges Ereignis in der Geschichte der FIA-GT-Meisterschaft. Die Titelverteidigung gelang Ortelli erfolgreich und er teilte sich den ersten Meisterschaftsplatz der Klasse N-GT mit seinem Teamkollegen Marc Lieb. 2004 erzielte Ortelli erneut drei Klassensiege in der FIA-GT-Meisterschaft, darunter auch wieder den beim 24-Stunden-Rennen von Spa-Francorchamps mit Emmanuel Collard und Romain Dumas. Im Kampf um den Fahrertitel musste Ortelli sich jedoch dieses Mal knapp gegen seine Teamkollegen auf dem zweiten Freisinger-Porsche, Sascha Maassen und Lucas Luhr, geschlagen geben. Für sein Team fuhr Ortelli auch in der neu gegründeten Le Mans Endurance Series, in der er bei zwei von vier Rennen den Klassensieg erringen konnte. In der Fahrerwertung musste er sich jedoch auch hier knapp geschlagen geben. Erstmals trat er für Freisinger auch in Le Mans an, wo er den zweiten Platz in seiner Klasse erzielte. Die Saison blieb aber trotz mehrerer zweiter Plätze in den Endabrechnungen dennoch nicht komplett ohne Erfolg, da ihm der Porsche Cup für den besten Privatfahrer verliehen.
Da sich Freisinger Motorsport nach Ende der Saison 2004 aus dem Motorsport zurückzog, hatte Ortelli 2005 anfangs kein festes Cockpit. Er bestritt für Aston Martin Racing das 12-Stunden-Rennen von Sebring beim Ersteinsatz des neuen Aston Martin DBR9. Mit seinen Teamkollegen Darren Turner und David Brabham erzielte er den Klassensieg sowie Rang vier in der Gesamtwertung. Später wechselte er zu ORECA in die Le Mans Endurance Series, in der er im Audi R8 mit Allan McNish einen Sieg in Silverstone und zwei zweite Plätze auf dem Nürburgring und in Istanbul errang. Damit erreichte Ortelli den vierten Platz in der Fahrerwertung der Klasse LMP1. Im ORECA-Audi fuhr er mit seinen Teamkollegen Franck Montagny und Jean-Marc Gounon auch in Le Mans, wo er das Siegerpodium mit dem vierten Platz nur knapp verfehlte. Zur Saison 2006 ersetzte ORECA den Le-Mans-Prototyp Audi R8 gegen den Saleen S7R der Gruppe GT1. Mit diesem Fahrzeug gelangen Ortelli mit seinem Teamkollegen Soheil Ayari in der Le Mans Series zwei Klassensiege und so erreichte er am Saisonende den siebten Platz in der Fahrerwertung. Das 24-Stunden-Rennen von Le Mans bestritt er hingegen wieder am Steuer eines Aston Martin Racing DBR9 von Aston Martin Racing. Ortelli beendete das Rennen mit Pedro Lamy und Stéphane Sarrazin auf dem zehnten Platz in der Gesamtwertung.
2007 siegte Ortelli mit Teamkollege Soheil Ayari im ORECA-Saleen bei vier von sechs Rennen der Le Mans Series. Damit teilten sie sich den Fahrertitel der Klasse GT1. Ortelli und Ayari traten zudem auch beim 24-Stunden-Rennen von Le Mans an, bei dem das Team zusätzlich von Nicolas Lapierre verstärkt wurde. Ortelli schloss das Rennen mit seinen Teamkollegen auf Rang 16 in der Gesamtwertung ab. Nachdem er in den vergangenen Jahren nur an einzelnen Rennen in dieser Serie teilgenommen hatte, bestritt Ortelli im gleichen Jahr außerdem wieder eine vollständige Saison in der FIA-GT-Meisterschaft. Dort fuhr er für AF Corse mit Gianmaria Bruni im Ferrari F430 der Kategorie GT2 drei Rennsiege ein. Im Kampf um den Titel wurde Ortelli jedoch knapp geschlagen und er belegte schließlich den dritten Platz in der Fahrerwertung der Klasse GT2. 
2008 wechselte ORECA mit dem Courage-ORECA LC70 wieder auf einen Le-Mans-Prototyp der Kategorie LMP1. In diesem Fahrzeug verunglückte Ortelli beim zweiten Lauf der Le Mans Series, dem 1000-Kilometer-Rennen von Monza schwer. Sein Fahrzeug erlitt beim Anbremsen auf die Schikane nach der Start-Ziel-Geraden einen Bruch des Heckflügels und drehte sich, wobei es Unterluft bekam, und abhob und sich mehrfach überschlagend über die Strecke flog und erst beim Aufprall auf die Leitplanke liegen blieb. Dabei flog Ortelli zudem nur um wenige Zentimeter am vor ihm fahrenden Allan McNish im Audi R10 TDI vorbei. Wie durch ein Wunder brach sich Ortelli bei dem Unfall nur das Fußgelenk. Verletzungsbedingt musste Ortelli jedoch beim 24-Stunden-Rennen von Le Mans pausieren und konnte erst beim vorletzten Rennen der Le Mans Series wieder ins Geschehen eingreifen.
Die Saison 2009 begann Ortelli mit einem dritten Platz zusammen mit Bruno Senna beim Lauf der Le Mans Series in Barcelona. Nach einem Ausfall beim Rennen in Spa-Francorchamps trat Ortelli mit einem neuen ORECA 01 beim 24-Stunden-Rennen von Le Mans an. Das Rennen konnte er jedoch mit seinen Teamkollegen Bruno Senna und Tiago Monteiro wegen Motorschadens nicht beenden. In der Le Mans Series trat Ortelli in dieser Saison anschließend zu keinem Rennen mehr an. Einen weiteren Renneinsatz hatte er zwar noch im Porsche 997 GT3 RSR von Trackspeed Racing beim 24-Stunden-Rennen von Spa-Francorchamps, bei dem aber letztendlich alle Fahrzeuge dieses Typs nachträglich disqualifiziert wurden.

## Erfolge
- 1998: Sieger des 24-Stunden-Rennens von Le Mans
- 2002: Meister des Porsche Supercup
- 2002: Meister der FIA-GT-Meisterschaft (Gruppe N-GT)
- 2002: Klassensieg beim 24-Stunden-Rennen von Spa-Francorchamps (Gruppe N-GT)
- 2003: Meister der FIA-GT-Meisterschaft (Gruppe N-GT)
- 2003: Sieger des 24-Stunden-Rennens von Spa-Francorchamps
- 2004: Klassensieg beim 24-Stunden-Rennen von Spa-Francorchamps (Gruppe N-GT)
- 2004: Gewinner des Porsche Cup
- 2005: Klassensieg beim 12-Stunden-Rennen von Sebring (Gruppe GT1)
- 2007: Meister der Le Mans Series (Gruppe GT1)

## Statistik

### Le-Mans-Ergebnisse
| Jahr | Team                        | Fahrzeug               | Teamkollege         | Teamkollege       | Platzierung | Ausfallgrund |
| ---- | --------------------------- | ---------------------- | ------------------- | ----------------- | ----------- | ------------ |
| 1995 | Larbre Compétition          | Porsche 911 GT2        | Emmanuel Collard    | Dominique Dupuy   | Ausfall     | Unfall       |
| 1996 | New Hardware Racing         | Porsche 911 GT2        | Andrew Bagnall      | Andy Pilgrim      | Rang 17     |              |
| 1997 | Roock Racing                | Porsche 911 GT1        | Karl Wendlinger     | Allan McNish      | Ausfall     | Unfall       |
| 1998 | Porsche AG                  | Porsche 911 GT1        | Laurent Aïello      | Allan McNish      | Gesamtsieg  |              |
| 1999 | Audi Sport Uk Ltd.          | Audi R8C               | Stefan Johansson    | Christian Abt     | Ausfall     | Differential |
| 2000 | Audi Sport Team Joest       | Audi R8                | Laurent Aïello      | Allan McNish      | Rang 2      |              |
| 2001 | Team Bentley                | Bentley EXP Speed 8    | Martin Brundle      | Guy Smith         | Ausfall     | Feuer        |
| 2004 | Freisinger Motorsport       | Porsche 996 GT3 RSR    | Ralf Kelleners      | Romain Dumas      | Rang 13     |              |
| 2005 | Audi Playstation Team ORECA | Audi R8                | Franck Montagny     | Jean-Marc Gounon  | Rang 4      |              |
| 2006 | Aston Martin Racing         | Aston Martin DBR9      | Pedro Lamy          | Stéphane Sarrazin | Rang 10     |              |
| 2007 | Team ORECA                  | Saleen S7R             | Soheil Ayari        | Nicolas Lapierre  | Rang 16     |              |
| 2009 | Team ORECA Matmut AIM       | ORECA 01               | Tiago Monteiro      | Bruno Senna       | Ausfall     | Motorschaden |
| 2011 | Luxury Racing               | Ferrari 458 Italia GTC | Frédéric Makowiecki | Jaime Melo        | Ausfall     | Unfall       |

### Sebring-Ergebnisse
| Jahr | Team                  | Fahrzeug           | Teamkollege         | Teamkollege         | Platzierung            | Ausfallgrund |
| ---- | --------------------- | ------------------ | ------------------- | ------------------- | ---------------------- | ------------ |
| 2001 | Freisinger Motorsport | Porsche 911 GT3-RS | Wolfgang Kaufmann   |                     | Rang 17                |              |
| 2005 | Aston Martin Racing   | Aston Martin DBR9  | Darren Turner       | David Brabham       | Rang 4 und Klassensieg |              |
| 2011 | Luxury Racing         | Ferrari 458 Italia | Jean-Denis Delétraz | Frédéric Makowiecki | Rang 28                |              |